# Îles Discovery
Ne doit pas être confondu avec Île Discovery.
Les îles Discovery (en anglais : Discovery Islands) est l'appellation officieuse d'un archipel située entre l'île de Vancouver et la côte continentale de la Colombie-Britannique au Canada, au nord du détroit de Géorgie.

## Toponyme
Le nom de l'archipel n'apparait pas dans la base de données officielle du Integrated Land Management Bureau qui dépend du Ministry of Agriculture and Lands de Colombie-Britannique. Cependant ce nom est particulièrement répandu dans la région, il provient certainement de celui du passage Discovery, qui lui avait été donné par le capitaine britannique George Vancouver en hommage à son bateau le HMS Discovery, au cours de son exploration de la région en 1792.
Par ailleurs certaines des îles Discovery les plus au sud sont parfois considérées comme faisant partie des îles Gulf du nord.
À noter qu'il existe également une île appelée Discovery en Colombie-Britannique. Elle est située au sud-est de l'île Vancouver, à proximité de la frontière avec les États-Unis.

## Géographie

### Situation
L'archipel est séparé de l'île de Vancouver par le détroit de Johnstone au nord et par le passage Discovery au sud. Cette voie d'eau joue un rôle important dans la navigation maritime de la côte nord-ouest de l'Amérique puisqu'elle permet la liaison entre le détroit de Géorgie au sud et le détroit de la Reine Charlotte au nord. Elle fait donc partie du Passage Intérieur (en anglais : Inside Passage), une voie maritime qui permet de relier le sud-est de l'Alaska aux villes de Vancouver et Seattle en évitant les eaux difficiles du Pacifique.

### Composition de l'archipel
Les principales îles Discovery sont les suivantes :
- Île Quadra
- Île Cortes
- Île Redonda Est
- Île Redonda Ouest
- Île Hernando
- Île Read (en)
- Île Maurelle
- Île Sonora
- Île Thurlow Est
- Île Thurlow Ouest
- Île Hardwicke
- Île Marina
- Île Stuart (en)
- Île Raza
- Île Savary
- Îles Rendezvous (en)
- Îles Twin (en)

## Activités
Du fait de leur relative isolement par rapport aux grands centres urbains (elles sont accessibles uniquement par la mer), de leurs paysages spectaculaires et vierges et de leur climat agréable (proche du climat méditerranéen), les îles Discovery sont des lieux touristiques recherchés notamment pour la pratique des activités de plein air : randonnée, pêche, kayak, plongée, voile...